# 珀維斯角 (南喬治亞群島)
珀維斯角（英語：Point Purvis），是南極洲的海岬，位於南喬治亞群島，處於通斯伯格角西南面1.9公里，在1928年由英國研究隊繪入地圖，由英國海外領土管轄。